# يواكيم كارلسون
يواكيم كارلسون (بالسويدية: Joakim Karlsson)‏ هو لاعب كرة قدم سويدي، ولد في 4 فبراير 1989 في السويد. لعب مع نادي كالمار.

## وصلات خارجية
- يواكيم كارلسون على موقع اتحاد السويد (السويدية)
- يواكيم كارلسون على موقع قاعدة بيانات كرة القدم.إي يو (الإنجليزية)
- يواكيم كارلسون على موقع Soccerway.com (الإنجليزية)